# Baromesnil
Baromesnil – miejscowość i gmina we Francji, w regionie Normandia, w departamencie Sekwana Nadmorska.
Według danych na rok 1990 gminę zamieszkiwało 266 osób, a gęstość zaludnienia wynosiła 33 osoby/km² (wśród 1421 gmin Górnej Normandii Baromesnil plasuje się na 642. miejscu pod względem liczby ludności, natomiast pod względem powierzchni na miejscu 461.).